# Hình quạt cầu

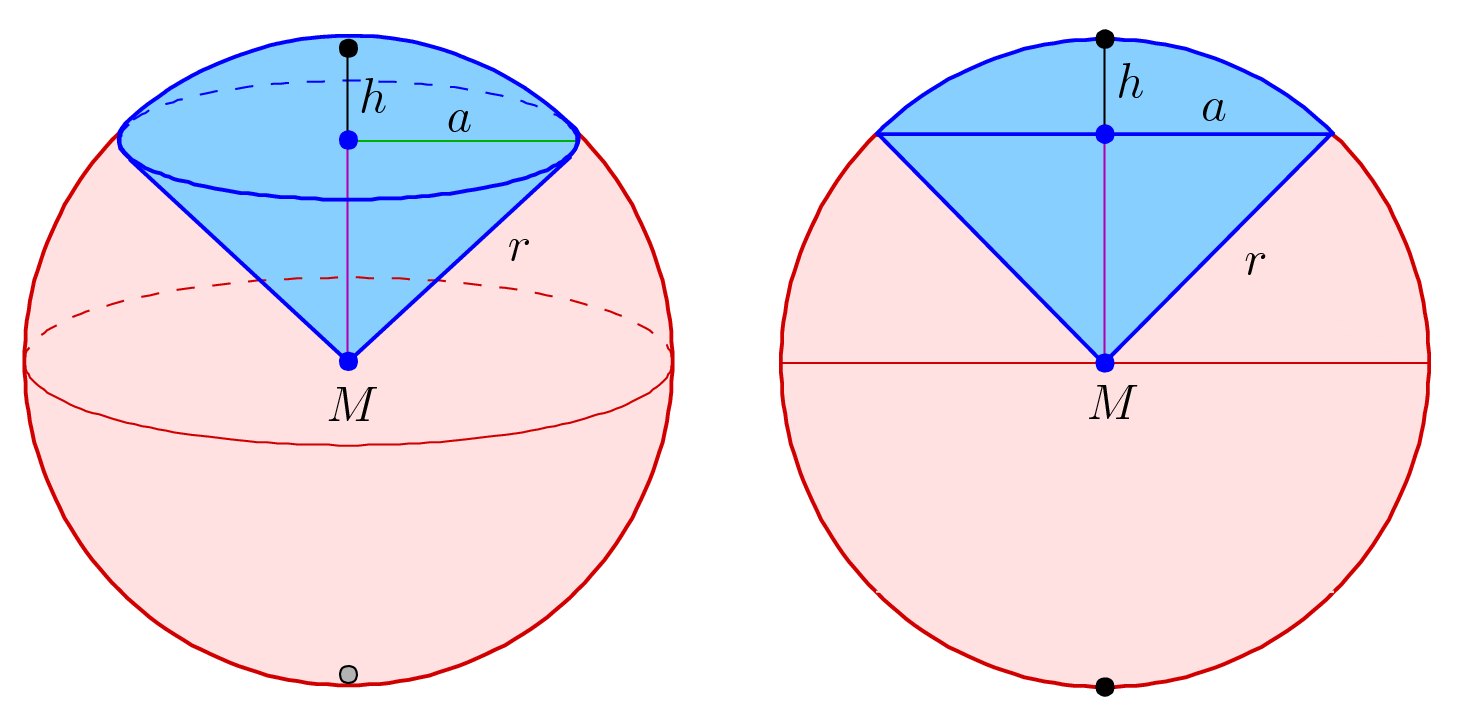
Hình quạt cầu (xanh lam) và tiết diện.

Trong hình học không gian, hình quạt cầu là một phần của hình cầu xác định bởi mặt biên của một hình nón có đỉnh nằm tại tâm của hình cầu. Có thể coi nó là hợp của một hình chỏm cầu và hình nón có định tại tâm hình cầu và đáy bằng đáy của hình chỏm cầu.

## Thể tích

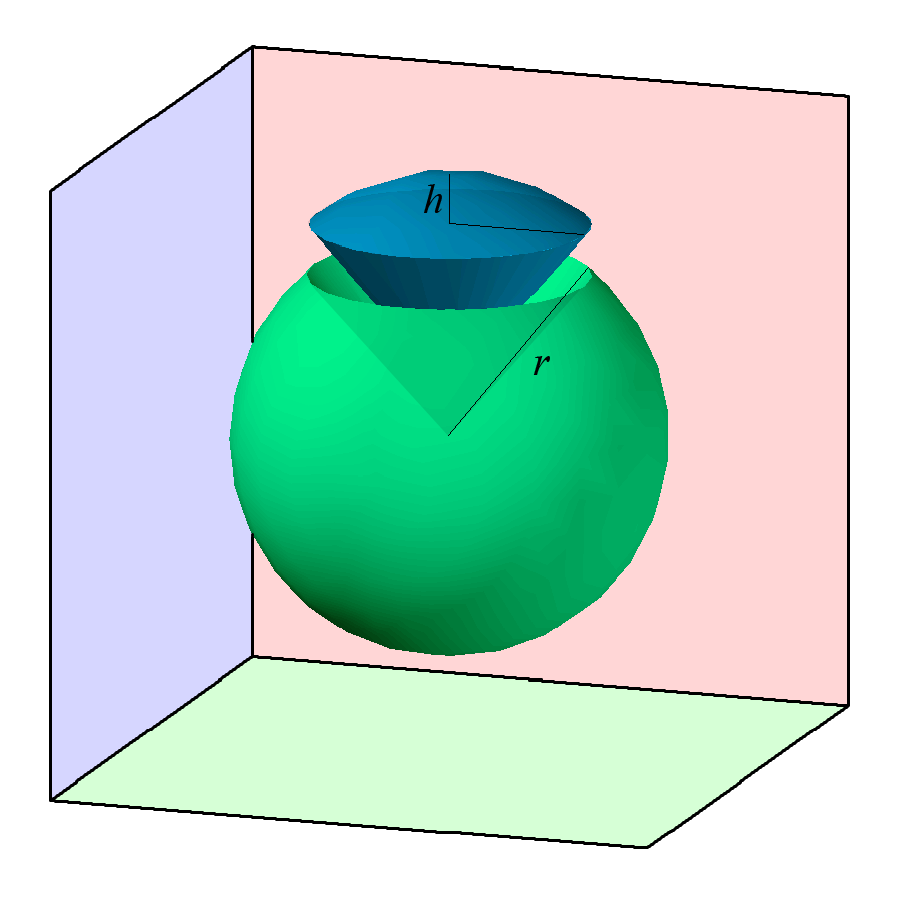
Hình quạt cầu tách khỏi hình cầu.

Nếu bán kính của hình cầu bằng r và chiều cao của chỏm cầu bằng h, thể tích của hình quạt cầu bằng
{\displaystyle V={\frac {2\pi r^{2}h}{3}}\,.}
Có thể viết công thức trên thành
{\displaystyle V={\frac {2\pi r^{3}}{3}}(1-\cos \varphi )\,,}
với φ là một nửa góc ở đỉnh của hình nón, hay góc tạo bởi biên của hình nón và đường thẳng nối về trung điểm của chỏm cầu từ tâm hình cầu.

## Diện tích
Diện tích mặt cong của hình quạt cầu (nằm trên bề mặt hình cầu, không kể mặt nón) là
{\displaystyle A=2\pi rh\,.}
Nó cũng bằng
{\displaystyle A=\Omega r^{2}}
với Ω là góc khối của hình quạt cầu đo theo steradian, đơn vị SI của góc khối. 1 steradian được định nghĩa là góc khối chắn hình quạt cầu có diện tích A = r2.

## Chứng minh công thức
Thể tích có thể tính bằng cách tích phân nguyên tố thể tích vi phân
{\displaystyle dV=\rho ^{2}\sin \theta d\rho d\phi d\theta }
miền xác định trên thể tích của hình quạt cầu,
{\displaystyle V=\int _{0}^{2\pi }\int _{0}^{\varphi }\int _{0}^{r}\rho ^{2}\sin \phi \,d\rho d\phi d\theta =\int _{0}^{2\pi }d\theta \int _{0}^{\varphi }\sin \phi d\phi \int _{0}^{r}\rho ^{2}d\rho ={\frac {2\pi r^{3}}{3}}(1-\cos \varphi )\,,}
ở đây tích phân đã được tách lớp, bởi vì tích phân có thể tách thành tích của những hàm với từng biến độc lập nhau.
Diện tích được tính tương tự bằng cách lấy tích phân nguyên tố diện tích
{\displaystyle dA=r^{2}\sin \phi d\phi d\theta }
xác định trên diện tích cho quạt cầu, cho
{\displaystyle A=\int _{0}^{2\pi }\int _{0}^{\varphi }r^{2}\sin \phi d\phi d\theta =r^{2}\int _{0}^{2\pi }d\theta \int _{0}^{\varphi }\sin \phi d\phi =2\pi r^{2}(1-\cos \varphi )\,,}
với φ là độ nghiêng (hay mặt đứng) và θ là góc phương vị (phải). Chú ý r là hằng số. Và tương tự tích phân có thể tách lớp để tính đơn giản hơn.